# 勒布沙日
勒布沙日（法語：Le Bouchage，法語發音：[lə buʃaʒ]）是法国伊泽尔省的一个市镇，属于拉图尔迪潘区。

## 地理
勒布沙日（45°40'13"N, 5°31'33"E）面积11.2 平方千米，位于法国奥弗涅-罗讷-阿尔卑斯大区伊泽尔省，该省份为法国东南部内陆省份，北起顺时针与安省、萨瓦省、上阿尔卑斯省、德龙省、阿尔代什省、卢瓦尔省和罗讷省。
与勒布沙日接壤的市镇（或旧市镇、城区）包括：圣维克托-德莫雷斯泰勒、韦兹龙斯-屈尔坦、格罗莱-圣伯努瓦、莱萨沃尼耶尔-韦兰-蒂埃兰、布朗格、莫雷斯泰勒。

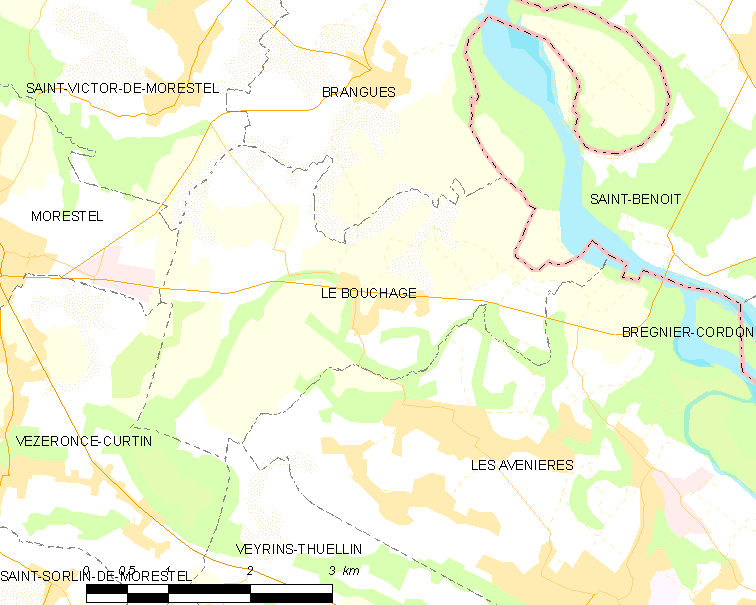
勒布沙日的OSM定位图

勒布沙日的时区为UTC+01:00、UTC+02:00（夏令时）。

## 行政
勒布沙日的邮政编码为38510，INSEE市镇编码为38050。

## 政治
勒布沙日所属的省级选区为莫雷斯泰勒县。

## 人口

1962-2008年间勒布沙日人口变化图示

勒布沙日于2022年1月1日时的人口数量为648人。